# Holcombe Ward
Holcombe Ward (Nova Iorque, 23 de novembro de 1878 - Red Bank, 23 de janeiro de 1967) foi um tenista estadunidense, com destaque no início do século XX, quando venceu o Desafio Internacional de Tênis de 1900 e 1902 e venceu o US Championships, tanto em simples quanto em duplas.
Destacou-se no tênis desde jovem, conquistando junto a Dwight Davis o título universitário norteamericano de duplas em 1899. Junto com Davis, é considerado o inventor do saque twist ou American twist. Este saque com efeito dá uma maior trajetória à bola, o que permite correr para posicionar-se na rede a tempo de contra-atacar. Desde sua aparição, muitos jogadores o implementaram e abandonaram o tradicional jogo de fundo, predominante na época, onde o serviço era só uma formalidade e servia para iniciar o jogo, passando a ser uma arma de importância para ganhar pontos.
Ward obteve seu maior êxito em simples em 1904, quando venceu a final do US Championships contra William Clothier por 10-8 6-4 e 9-7. No ano seguinte, perdeu o troféu para Beals Wright. Mas, sem dúvida, sua maior especialidade foi o jogo em duplas, onde ganhou seis US Championships, três com Davis como companheiro e outros três com Beals Wright.
É lembrado, também, por ter formado parte d' "os 3 de Harvard" (junto a Dwight Davis e Malcolm Whitman), vencedores do confronto contra as Ilhas Britânicas no primeiro duelo do Desafio Internacional de Tênis da história, em 1900. Ward participou das equipes norteamericanas campeãs de 1900 e 1902, e finalista em 1905 e 1906.
Logo após sua aposentadoria das quadras, foi presidente da US National Lawn Tennis Asociation (USLTA) entre 1937 e 1947. Em 1956, teve seu nome incluso no International Tennis Hall of Fame.

## Torneios de Grand Slam

### Campeão Individual (1)
| Ano  | Torneio          | Oponente na final | Resultado    |
| 1904 | US Championships | William Clothier  | 10-8 6-4 9-7 |

### Finalista Individual (1)
| Ano  | Torneio          | Oponente na final | Resultado    |
| 1905 | US Championships | Beals Wright      | 2-6 1-6 9-11 |

### Campeão Duplas (6)
| Ano  | Torneio          | Parceiro     | Oponentes na final            | Resultado           |
| 1899 | US Championships | Dwight Davis | George Sheldon Leo Ware       | 6-4 6-4 6-3         |
| 1900 | US Championships | Dwight Davis | Fred Alexander Raymond Little | 6-4 9-7 12-10       |
| 1901 | US Championships | Dwight Davis | Leo Ware Beals Wright         | 6-3 9-7 6-1         |
| 1904 | US Championships | Beals Wright | Kreigh Collins Raymond Little | 1-6 6-2 3-6 6-4 6-1 |
| 1905 | US Championships | Beals Wright | Fred Alexander Harold Hackett | 6-4 6-4 6-1         |
| 1906 | US Championships | Beals Wright | Fred Alexander Harold Hackett | 6-3 3-6 6-3 6-3     |

### Finalista Duplas (3)
| Ano  | Torneio          | Parceiro     | Oponentes na final            | Resultado           |
| 1898 | US Championships | Dwight Davis | George Sheldon Leo Ware       | 6-1 5-7 4-6 6-4 5-7 |
| 1901 | Wimbledon        | Dwight Davis | Laurie Doherty Reggie Doherty | 6-4 2-6 3-6 7-9     |
| 1902 | US Championships | Dwight Davis | Reggie Doherty Laurie Doherty | 9-11 10-12 4-6      |